# モイラ・イップ
モイラ・イップはイギリスの言語学者である。1980年にMITで言語学の博士号を取得した。2009年に、ユニヴァーシティ・カレッジ・ロンドン(UCL)の言語学の教授として退職した。UCL在任中、ヒューマンコミュニケーションセンター (Centre for Human Communication) の共同所長と中国の学部長も務めた。1999年にUCLに着任する前、彼女はカリフォルニア大学アーバイン校の言語学の教授および学部長事務取扱(1992-1999)およびブランダイス大学の准教授(1982-1992)であった。
モイラ・イップは、理論音韻論、特に中国語の音韻論 (phonology of Chinese) の幅広い問題に取り組んだ。彼女の出版物には、重複、形態音韻論、韻律音韻論、特徴理論(feature theory)に関する論文が含まれている。彼女の頻繁に引用された中国語の声調音韻論 (Tonal phonology of Chinese) に関する論文は、Outstanding Dissertations in Linguistics（言語学の傑出した論文）シリーズ (Routledge) に掲載された。2002年、彼女はケンブリッジ大学出版局の言語学の教科書シリーズで、声調に関する最初の現代的な教科書を出版した。彼女の1988年の義務的起伏原理 (Obligatory Contour Principle) に関する雑誌論文は、最適性理論以前の音韻論におけるこの原理の理解と応用を拡大する上で重要であった。
彼女は経営学者のジョージ・イップと結婚している。

## 主な出版物
- Yip, Moira J. 1980. The tonal phonology of Chinese. PhD dissertation, MIT.
- Yip, Moira. 1988. The Obligatory Contour Principle and Phonological Rules: a Loss of Identity. Linguistic Inquiry, 19 (1), 65-100.
- Yip, Moira. 1989. Contour tones. Phonology, 6(1), 149-174.
- Yip, Moira. 2002. Tone. Cambridge University Press.